# 베티 허튼

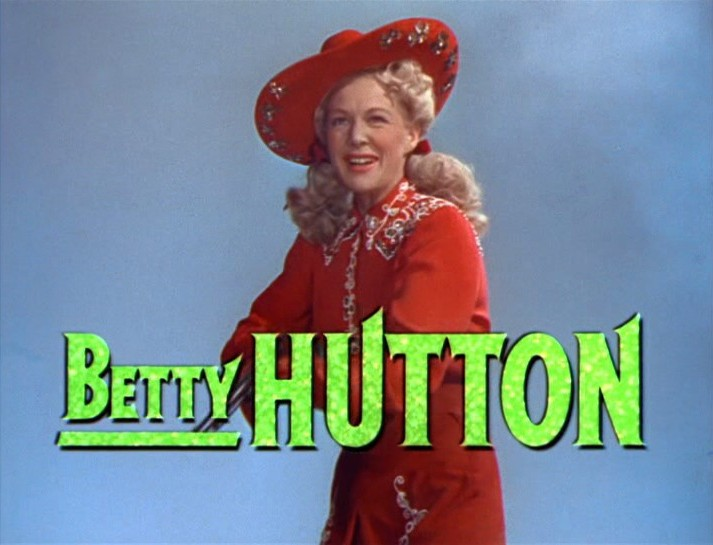

베티 허튼(Betty Hutton, 1921년 2월 26일 ~ 2007년 3월 11일)는 미국의 영화배우, 가수, 연극 배우, 텔레비전 배우이다.
배틀크리크 (미시간주)에서 태어났으며 팜스프링스에서 사망하였다. 사인은 대장암이다. 데저트 메모리얼 파크에 매장되었다.

## 영화
- 밥 호프: 헐리우즈 브라이티스트 스타 (1996년) - 본인 역
- 프레스턴 스터제스 (1990년) - 본인 역
- 세일러 비워 (1952년) - 헤티 버튼 역
- 지상 최대의 쇼 (1952년)
- 레츠 댄스 (1950년)
- 애니여 총을 잡아라 (1950년) - 애니 역
- 마이 페이버릿 브뤼넷 (1947년)
- 폴라인의 모험 (1947년)
- 스토크 클럽 (1945년)
- 히어 컴 더 웨이브스 (1944년)
- 모간 크리크의 기적 (1944년)
- 레츠 페이스 잇 (1943년)
- 해피 고 럭키 (1943년)
- 스타 스팽글드 리듬 (1942년)
- 더 플릿츠 인 (1942년)